# هنوز زنده است (فیلم ۲۰۰۹)
هنوز زنده است (انگلیسی: It's Alive) یک فیلم ترسناک و علمی-تخیلی آمریکایی محصول سال ۲۰۰۹ به کارگردانی جوزف روسناک است. این فیلم یک بازسازی از فیلمی به همین نام محصول سال ۱۹۷۴ به نویسندگی و کارگردانی لری کوئن است. بیجو فیلیپس در نقش مادری بازی می‌کند که یک نوزاد جهش یافته دارد که هر کسی را در صورت ترس می‌کشد. این فیلم در ۲ آوریل ۲۰۰۹ به صورت فیلم ویدیویی منتشر شد و اکثراً نقدهای منفی را از منتقدین دریافت کرد.

## داستان
در آلبوکرکی، نیومکزیکو، لنور هارکر کالج را ترک می‌کند تا با دوست پسر معمار خود، فرانک، بچه دار شود. دکتر اوربینسون و تیم جراحی او پس از اینکه متوجه شدند اندازه نوزاد تنها در یک ماه دو برابر شده است، نوزاد را با سزارین بیرون می‌آورند. بعد از اینکه پزشک بند ناف را قطع می‌کند، دانیل نوزاد تازه متولد شده غوغا می‌کند و تیم جراحی را در اتاق عمل سلاخی می‌کند. او سپس روی شکم مادرش می‌خزد و به خواب می‌رود. لنور و دنیل روی میز عمل پیدا می‌شوند، اتاق غرق در خون. لنور هیچ خاطره‌ای از آنچه اتفاق افتاده است ندارد.
پس از بازجویی توسط پلیس، لنور می‌خواهد آنجا را ترک کند و دنیل را به خانه ببرد. مقامات ترتیبی می‌دهند که یک روان‌شناس به او کمک کند تا خاطره زایمان خود را دوباره به دست آورد. به زودی، دنیل وقتی لنور را به او غذا می‌دهد گاز می‌گیرد و ذائقه‌اش را برای خون آشکار می‌کند و …

## ساخت
فیلمبرداری در صوفیه، بلغارستان، در مارس و آوریل ۲۰۰۷ انجام شد.

## انتشار
این فیلم در ۶ اکتبر ۲۰۰۹ به صورت مستقیم در دی وی دی در ایالات متحده منتشر شد. این فیلم در دو نسخه دارای رتبه و بدون رتبه در دسترس است. این فیلم در اوت ۲۰۰۹ در فیلیپین اکران شد. در خارج از ایالات متحده، ۹۵۷٫۸۹۷ دلار درآمد داشت.

## بازخوردها
اورندورف از تالک به آن امتیاز ۱٫۵ از ۵ ستاره داد و نوشت که فیلم " فاقد تعلیق یا حتی امواج اساسی ترس است.